# Lindsaeaceae
Lindsaeaceae C.Presl ex M.R.Schomb. è una famiglia di piante dell'ordine Polypodiales.

## Descrizione
Le Lindsaeaceae sono felci terrestri, raramente rampicanti o epifite. Presentano rizomi striscianti ricoperti di squame e/o peli stretti. Le fronde glabre o con peli sparsi sono solitamente pennate o raramente semplici, di consistenza cartacea o leggermente coriacea. I sori possono avere diversa morfologia a seconda della specie e sono ricoperti da indusi.

## Tassonomia
La famiglia comprende i seguenti generi:
- Lindsaea Dryand. ex Sm.
- Neolindsaea Lehtonen & Christenh.
- Odontosoria Fée
- Osmolindsaea (K.U.Kramer) Lehtonen & Christenh.
- Sphenomeris Maxon
- Tapeinidium (C.Presl) C.Chr.
- Xyropteris K.U.Kramer